# Wahlkreis Perth and Kinross-shire
Der Wahlkreis Perth and Kinross-shire ist ein Wahlkreis (englisch constituency) für die Wahl eines Abgeordneten des britischen Unterhauses (House of Commons).

## Ergebnisse

### Parlamentswahl 2024
| Kandidaten           | Kandidaten        | Parteien                         | Stimmen | %    |
| -------------------- | ----------------- | -------------------------------- | ------- | ---- |
|                      | Pete Wishart      | Scottish National Party          | 18.928  | 37,8 |
|                      | Luke Graham       | Conservative Party               | 14.801  | 29,6 |
|                      | Graham Cox        | Scottish Green PartyLabour Party | 9.018   | 18,0 |
|                      | Amanda Clark      | Liberal Democrats                | 3.681   | 7,4  |
|                      | Helen McDade      | Reform UK                        | 2.970   | 5,9  |
|                      | Sally Hughes      | unabhängig                       | 679     | 1,4  |
| Gesamt               | Gesamt            | Gesamt                           | 50.077  | 100  |
|                      |                   |                                  |         |      |
| Ungültige Stimmen    | Ungültige Stimmen | Ungültige Stimmen                | 142     | 0,3  |
| Wähler               | Wähler            | Wähler                           | 50.219  | 65,0 |
| Wahlberechtigte      | Wahlberechtigte   | Wahlberechtigte                  | 77.261  |      |
|                      |                   |                                  |         |      |
| Quelle: UK Parlament |                   |                                  |         |      |